# Scopula ochriata
Scopula ochriata là một loài bướm đêm trong họ Geometridae.